# Francisco Tadeo Juan
Francisco Tadeo Juan (Torrente, Valencia, 1938-Valencia,2019) es un investigador del cómic español.

## Biografía
Hijo de un actor (Francisco Tadeo Cervera, 1908-2000) y nieto de un comediógrafo (Francisco Tadeo Gorgues, 1881-1973),  Francisco Tadeo Juan se crio en un ambiente propicio para la expresión artística. Inició sus estudios en Valencia, pero en los años cincuenta se mudó con su familia a Argentina.
De vuelta en España, trabajó como pianista. Al mismo tiempo, inició su labor de investigación y divulgación del cómic, participando en la revista Bang! y creando el Círculo de Amigos de la Historieta. Con Mariano Ayuso, fundó los fanzines "Comics Camp Comics In" (1972) y "Sunday" (1976), y en solitario, "Comicguía" (1976).
Colaboró también en otras muchas revistas y publicaciones, como el diario "Levante", en la monografía Historia del tebeo valenciano y en las enciclopedias The World Encyclopedia of Cartoons y Diccionario de uso de la Historieta española, 1881-1996.